# Hapteno

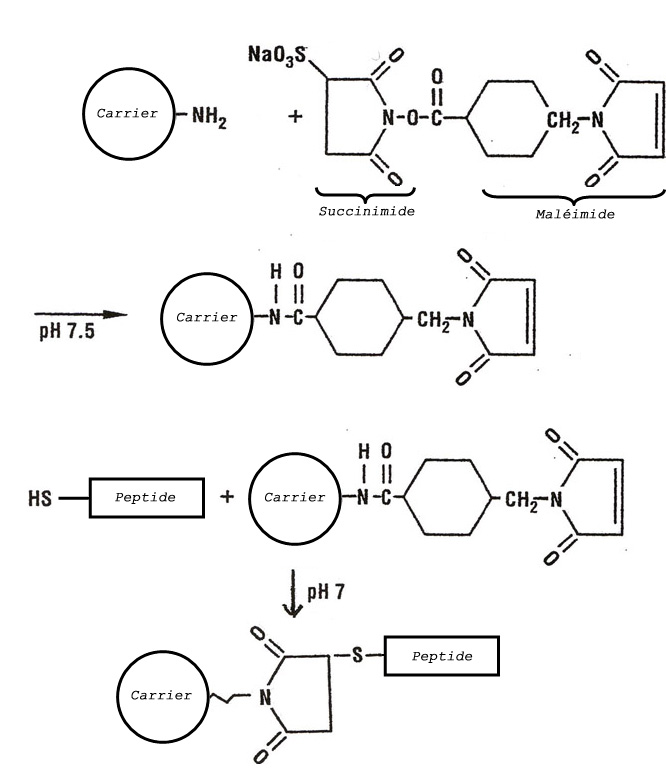
Representación de la Conjugación Hapteno + maléimida/succinimida.

Un hapteno es una sustancia química de pequeño peso molecular (menos de 10 000 daltones) que no induce por sí misma la formación de anticuerpos pero al unirse a una proteína transportadora como la albúmina estimula una respuesta inmunitaria.
En resumen un hapteno es la parte de un antígeno que por sí sola no dispara la respuesta inmune, pero sí posee especificidad.
Los haptenos son antigénicos pero incapaces de inducir por sí mismas una reacción inmunitaria específica, es decir, carecen de inmunogenicidad. El acoplamiento químico de un hapteno a una proteína inmunógena grande, llamada portador, genera un conjugado hapteno-portador inmunógeno. La inmunización con tal conjugado produce anticuerpos específicos para tres tipos de determinantes antigénicos, anticuerpos contra el hapteno (principalmente), anticuerpos contra el portador y anticuerpos contra el hapteno y el portador.
Un compuesto orgánico pequeño como el 2,4-dinitrofenol por sí solo no activa anticuerpos anti-dinitrofenol, pero relacionado químicamente con una proteína portadora grande como la albúmina sérica, formarán un complejo hapteno-portador que es inmunológicamente activo.
En las reacciones adversas de tipo inmune de los fármacos, estos se pueden comportar como un hapteno, uniéndose a otras moléculas, generalmente inmunoglobulinas, induciendo  la producción de anticuerpos anti-eritrocitarios o anti-leucocitarios. La unión del anticuerpo con el hapteno no produce la precipitación del complejo como ocurriría al unirse un antígeno y un anticuerpo.

## Especificidad de los haptenos
En la década de 1920, Karl Landsteiner examinó si un anti-hapteno podía unirse a otros haptenos con estructura ligeramente distinta dando lugar a una reacción cruzada. Jugando con las estructuras de los haptenos estudió cuales modificaciones permitían o prevenían una reacción cruzada demostrando así información sobre la especificidad antígeno-anticuerpo. El trabajo de Landsteiner demostró la especifidad del sistema inmunitario para reconocer pequeñas variaciones estructurales en los haptenos como la enorme cantidad de epítopos que es capaz de identificar.

## Uso de los haptenos
Muchas sustancias de importancia biológica como fármacos, hormonas peptídicas y hormonas esteroideas tienen la propiedad de poder actuar como haptenos, esto significa que pueden conjugarse para producir anti-haptenos específicos. Tales anti-haptenos son útiles para medir la concentración de los haptenos correspondientes.
Las aplicaciones que estos haptenos tienen son en los estudios de laboratorio y la prueba casera del embarazo, la cual determina la concentración de Gonadotropina coriónica humana (GCH/HCG), indicador de embarazo.